# Пирогаллол А
Пирогаллол А (оксигидрохинонтриацетат, трехуксусный эфир 1,2,4-триоксибензола) — органическое соединение, сложный эфир гидроксигидрохинона и уксусной кислоты с химической формулой C12H12O6. Белый кристаллический порошок, нерастворимый в воде. Применяется в аналитической химии, как замена пирогаллолу для определения кислорода.

## Свойства
Белый, серый или желтоватый порошок. Молярная масса составляет 252,22 г/моль. Плавится при температуре 94―98 °C. Растворим в горячих этиловом и изопропиловом спиртах, нерастворим в воде, разлагается в водных растворах щелочей и кислот с образованием растворимого в воде гидроксигидрохинона.

## Применение
Применяется в газовом анализе при определении кислорода как замена пирогаллолу, непригоден для подобной замены во всех остальных случаях.